# Humiriaceae
Humiriaceae is een botanische naam, voor een familie van tweezaadlobbige planten. Een familie onder deze naam wordt universeel erkend door systemen voor plantentaxonomie, en ook door het APG-systeem (1998) en het APG II-systeem (2003).
Het gaat om een vrij kleine familie van enkele tientallen soorten, voornamelijk in Zuid-Amerika, maar ook in West-Afrika.
In het Cronquist-systeem (1981) werd de familie geplaatst in een orde Linales.